# Mykinesfjørður
Mykinesfjørður är ett sund i Färöarna (Kungariket Danmark).   Det ligger i sýslan Vága sýsla, i den västra delen av landet, 40 km väster om huvudstaden Tórshavn.